# 斯巴达克同盟 (瑞典)
斯巴达克斯同盟是瑞典的一个已不存在的小型托洛茨基主义组织。1970年代末至1980年代初，该组织由少量核心支持者构成。该组织的成员目前仍活动于瑞典的其它托派组织中。该组织曾是国际共产主义同盟（第四国际主义者）的支部。